# Горлиця китайська
Горлиця китайська (Spilopelia chinensis) — вид голубоподібних птахів родини голубових (Columbidae). Мешкає в  Південно-Східній Азії. Вид був інтродукований у багатьох частинах світу, де сформувалися дикі популяції.
Раніше цей вид входив до роду Горлиця разом з іншими горлицями, але дослідження показало, що він відрізняються від типових горлиць. Цей птах має охристе забавлення, довгий хвіст і чорно-білий плямистий "комір" на спині і шиї. Кінчик хвоста білий, а на покривних пераї крил є світло-охристі плями.
Існують значні варіації в забавленні між популяціями в межах його широкого ареалу. Вид зустрічається в рідколіссях і садах, трапляється в містах.

## Таксономія
Китайська горлиця була офіційно описана у 1786 році австрійським натуралістом Джованні Антоніо Скополі під назвою Columba chinensis. Раніше цей вид входив до роду Streptopelia. Молекулярно-філогенетичне дослідження, опубліковане в 2001 році, показало, що рід був парафілетичним щодо роду Голуб. Для створення монофілетичного роду китайську горлицю, а також близькоспоріднену малу горлицю було переміщено до відноваленого роду Spilopelia, введеного шведським зоологом Карлом Якобом Сундевалем у 1873 році. Сундеваль визначив Columba tigrina як типовий вид цього роду. Цей таксон зараз вважається підвидом китайської горлиці 
Було запропоновано кілька підвидів для варіацій оперення та розміру, які спостерігаються в різних географічних популяціях. Номінальна форма походить з Китаю (Кантон), звідки також походить інтродукована популяція на Гаваях. Підвид formosa з Тайваню вважався сумнівним і не відрізнявся від номінальної популяції. Індійський підвиди suratensis (місцевість типу Сурат) і ceylonensis зі Шрі-Ланки мають дрібні рудуваті або червоні плями на спині. Існує тенденція до зменшення розміру, причому екземпляри з південної Індії менші, і ceylonensis може бути лише частиною цієї лінії. Малий і середній покриви крила також помічені на кінчику коричневого кольору.  Ця плямистість відсутня в популяціях, розташованих далі на північ і схід від Індії, таких як tigrina, які також сильно відрізняються за вокалізацією від індійських форм. Інші, такі як vacillans (= chinensis ), forresti (= tigrina ) і edwardi (від Chabua = suratensis ), вважалися підвидами.  

Визнано п'ять підвидів: 
- Spilopelia chinensis suratensis ( Gmelin, JF, 1789) – Пакистан, Індія, Непал і Бутан
- Spilopelia chinensis ceylonensis ( Reichenbach, 1851) – Шрі-Ланка (має коротші крила, ніж suratensis [11] )
- Spilopelia chinensis tigrina ( Temminck, 1809) – Бангладеш і північний схід Індії через Індокитай до Філіппін і Зондських островів
- Spilopelia chinensis chinensis ( Scopoli, 1786) – північний схід М’янми до центрального та східного Китаю, Тайвань
- Spilopelia chinensis hainana ( Hartert, 1910) – Хайнань (біля південно-східного Китаю)

Підвид S. c. suratensis і S. c. ceylonensis значно відрізняються від інших підвидів як оперенням, так і вокалізацією.  Це змусило деяких орнітологів виокремити S. c. suratensis як окремий вид

## Опис

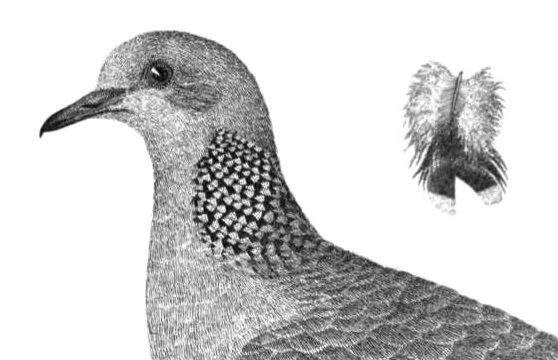
Роздвоєні пір'я на шиї

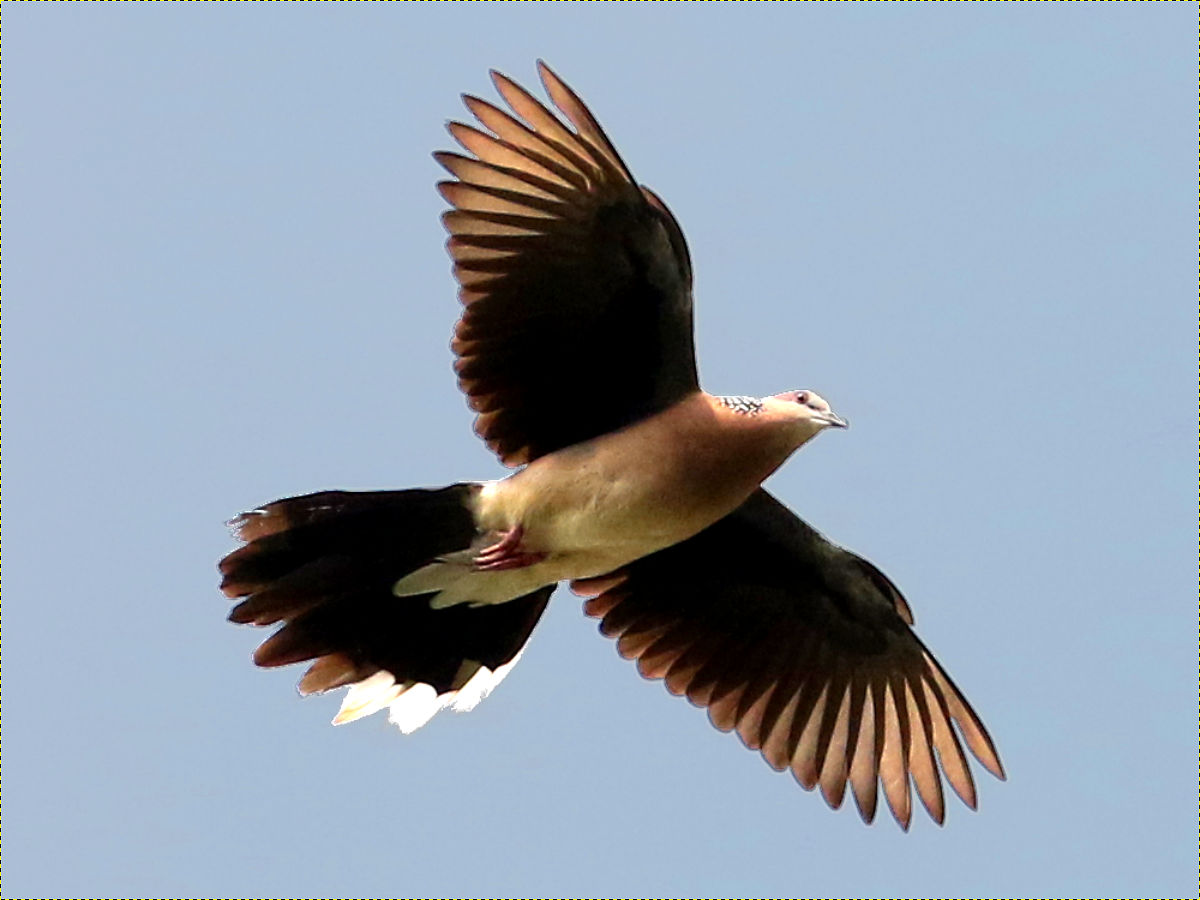
Китайська горлиця в Таїланді

Основний колір цієї  стрункої голубки охристо-коричневий, що переходить у сірий на голові та животі. На спині та з боків шиї є напівкомір із чорних пір'їн, які роздвоюється та мають білі плями на двох кінчиках. У індійських і шрі-ланкійських підвидів середні покривні пера мають коричневий колір з рудими плямами, які на кінчику розділені сірою смугою, що розширюється.  
Пір'я крил темно-коричневі з сірими краями. Центр черевця і отвір білі. Зовнішні пір'я хвоста мають білий кінець і стають видимими, коли птах злітає. Статі подібні, але молоді особини тьмяніші за дорослих і не набувають плям на шиї, поки не досягнуть зрілості. Довжина коливається від 28 до 32 сантиметрів.   
У дикій природі іноді може зустрічатися аномальне оперення, наприклад лейкизм. 

## Поширення і середовище проживання
Китайська горлиця у своєму рідному ареалі в Азії зустрічається в різних середовищах існування, включаючи ліси, чагарники, сільськогосподарські угіддя та житло. В Індії його зазвичай можна знайти у вологих регіонах, а голуб-сміється ( S. senegalensis ) частіше з’являється в більш сухих районах. Ці голуби здебільшого зустрічаються на землі, де вони шукають насіння та зерно, або на низькій рослинності. 
Вид закріпився в багатьох районах за межами його рідного ареалу. Ці території включають Гаваї, південну Каліфорнію,  Маврикій,  Австралію  та Нову Зеландію . 
В Австралії вони були завезені в Мельбурн у 1860-х роках і з тих пір поширилися, але немає достатніх доказів того, що вони конкурують з місцевими голубами. Тепер їх можна знайти на вулицях, у парках, садах, на сільськогосподарських угіддях і в тропічних чагарниках у різних місцях по всій східній Австралії та навколо міст і великих міст на півдні Австралії.  Вихідні популяції, мабуть, S. c. chinensis і S. c. tigrina в різних пропорціях.  

## Поведінка та екологія

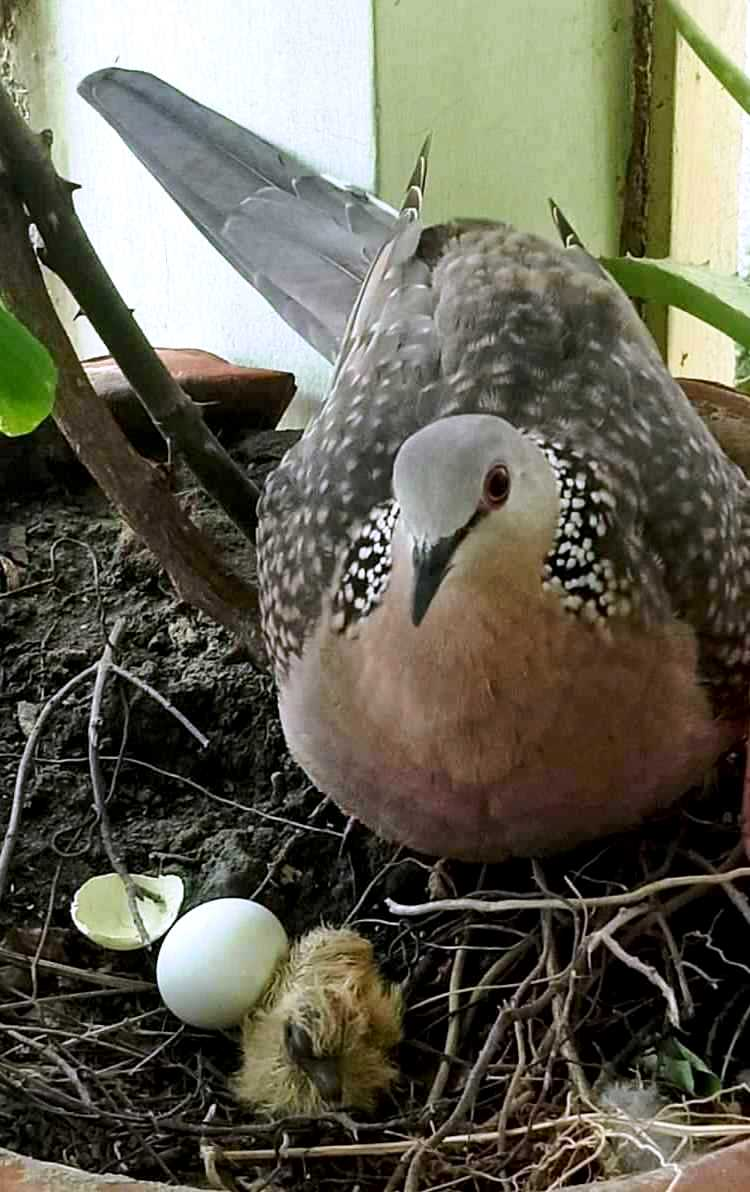
S. c. suratensis з пташенятом і яйцем у гнізді

Китайські горлиці пересуваються парами або невеликими групами , шукаючи на землі насіння трав, зерна, опалі фрукти та насіння інших рослин.  Однак іноді вони можуть ловити комах і, як було зафіксовано, харчуються крилатими термітами.  Політ швидкий з рівномірними ударами та періодичним різким змахом крил. Показовий політ передбачає зліт під крутим кутом із гучним лясканням крилами, а потім повільне ковзання вниз із розчепіреним хвостом.  Сезон розмноження поширений у теплих регіонах, але, як правило, влітку в помірних діапазонах.  На Гаваях вони розмножуються цілий рік, як і всі три інші інтродуковані види голубів. Під час залицяння самці воркують, кланяються та показують у повітрі.  На півдні Австралії вони розмножуються переважно з вересня по січень, а на півночі восени.  Вони гніздяться переважно в низькій рослинності, будуючи тендітну чашку з гілочок, у якій відкладаються два білуваті яйця. Гнізда іноді розміщують на землі або на будівлях та інших спорудах.   У будівництві гнізда, насиджуванні і вигодовуванні дитинчат беруть участь обоє батьків. Яйця вилуплюються приблизно через 13 днів і вилітають через два тижні.  Можна виростити більше одного виводка. 
Вокалізація китайської горлиці включає тихе воркування крукрук-крукру... kroo kroo kroo, причому кількість кінцевих кроо різна в індійській популяції та відсутня в тигрині, китайці та інших популяціях на сході. 
Вид розширює свій ареал у багатьох частинах світу. Популяція іноді може швидко зростати та зменшуватися протягом приблизно п’яти років.  На Філіппінах цей вид може випереджати Streptopelia dusumieri .   Їхня звичка злітати в повітря, коли їх турбують, робить їх небезпечними на аеродромах, часто стикаючись із літаками та іноді завдаючи шкоди.  